# Kesselwandspitze
Die Kesselwandspitze (3414 m ü. A.) ist ein schroffer Felsgipfel im Weißkamm der Ötztaler Alpen im österreichischen Bundesland Tirol. Sie liegt gut einen Kilometer südsüdöstlich des etwas höheren Fluchtkogels (3500 m), in dem den Kesselwandferner im Nordosten begrenzenden Kamm. Die Anstiegsrouten auf den Gipfel führen teilweise über Gletscher.

## Lage und Umgebung
Vom Fluchkogel wird die Kesselwandspitze durch das Guslarjoch (3311 m) und das Obere Guslarjoch (3361 m) getrennt. Nach Südosten entsendet der Gipfel einen langen, aus braunem Granit bestehenden Grat, der vom Gipfel ausgehend bis zum Brandenburger Jöchl (3248 m) nahezu in südlicher Richtung verläuft. Im weiteren Verlauf biegt er mehr nach Osten ab, am östlichen Ende ragen die Guslarspitzen auf. Neben diesem und dem Nordwestgrat, dem Verbindungsgrat zum Fluchtkogel, gibt es noch den markanten Ostgrat, über den früher der Brandenburger Steig führte, ein heute nicht mehr unterhaltener Weg.
Südwestlich des Gipfels bildet der Kesselwandferner zusammen mit dem Gepatschferner die größte zusammenhängende Gletscherfläche der Ostalpen. Nordöstlich des Gipfels befindet sich der Guslarferner.

## Besteigungsgeschichte
In der Zeit vom 27. August bis zum 8. September 1848 hielten sich die Gebrüder Schlagintweit im Weißkammgebiet auf und führten zahlreiche Bergfahrten aus. In ihrem Bericht erwähnen sie, dass sie die Guſſlar (Langes s), die Rofener Kögel und die Keſſelwände erstiegen haben. 
Eindeutig nachgewiesen und belegt ist jedoch die Besteigung vom 13. August 1869 von Theodor Harpprecht und Josef Schnell. Diese wollten aber eigentlich den Fluchtkogel besteigen, der knapp einen Monat zuvor erstbestiegen worden war. Am Gipfel angekommen, bemerkten sie ihren Irrtum sofort.
Die Südostwand, die Kletterschwierigkeiten des III. Grades aufweist, wurde 1934 von L. Sztrokay und G. Kmetonyi zuerst begangen.

## Anstiege
Über den Ostgrat führte früher eine Steiganlage, der Brandenburger Steig, der heute aber gänzlich verfallen ist. Auf dieser Route kann man über brüchige Schrofen die Kesselwandspitze von der Vernagthütte in etwa 2 Stunden erreichen. 
Eine alternative Möglichkeit bietet der Anstieg über den Nordwestgrat vom Guslarjoch aus (UIAA I). Die Gehzeit beträgt vom Guslarjoch aus, laut Literatur, etwa eine halbe Stunde, das Joch kann vom Brandenburger Haus aus in etwa einer, von der Vernagthütte in etwa zwei Stunden erreicht werden, beide Varianten sind ernsthafte Hochtouren. Die Gratüberschreitung vom weiter nordwestlich liegenden Oberen Guslarjoch zum unteren, eigentlichen Guslarjoch erfordert Kletterei im IV. oder V. Grad.